# 国家会展中心站 (上海市)
国家会展中心站位于中华人民共和国上海市青浦区徐泾镇诸光路国家会展中心附近，由原上海地铁2号线徐泾东站和17号线诸光路站两个地铁车站合并而成。由于本站毗邻国家会展中心，在国家会展中心举办进博会等博览会时，往往会出现较大客流。未来13号线西延伸段将会以本站作为该线的终点站。13号线车站开通前，本站标识为出站换乘车站，实际无法享受连续计费，无换乘功能。

## 车站结构

### 楼层

#### 2号线
| 地面层   | 出入口             | 2-6、8-9、13-14（暂未启用）出入口        |  |  |
| 地下一层 | 站厅               | 票务服务、自动售票机、人工服务台         |  |  |
| 地下二层 | ①站台              | █ 2号线 终点站 下客站台                  |  |  |
|          | 岛式站台，左侧开门 |                                          |  |  |
|          | ②站台              | █ 2号线 往浦东1号2号航站楼（虹桥火车站） |  |  |

#### 17号线
| 地面层   | 出入口             | 15-16出入口                      |  |  |
| 地下一层 | 站厅               | 票务服务、自动售票机、人工服务台 |  |  |
| 地下二层 | ①站台              | █ 17号线 往西岑（蟠龙路）        |  |  |
|          | 岛式站台，左侧开门 |                                  |  |  |
|          | ②站台              | █ 17号线 往虹桥火车站（终点站）  |  |  |

### 站厅
2号线站厅位于地下一层，呈东西向布置。付费区位于站厅中部，北边为进站闸机，南边为出站闸机。站厅西部设有长通道，通往6、8、9出入口。

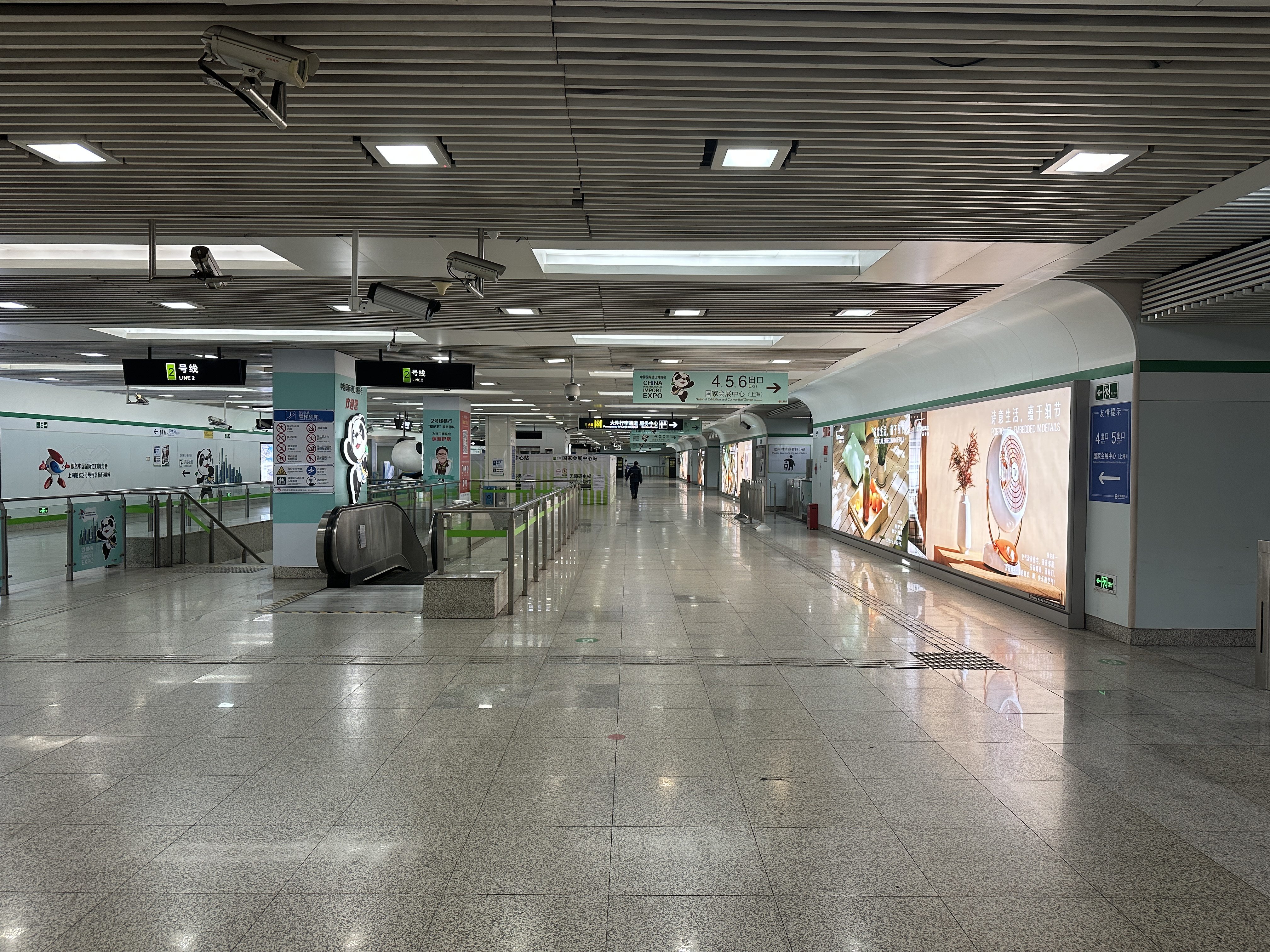
2号线站厅

17号线站厅位于地下一层。不同于上海地铁大多数车站，诸光路站采用“中庭式”设计。通过采光天窗及车站南侧的下沉式广场的设置，将自然光引入地下车站，优化了建筑空间。在站厅上设置有长达80m高3m的艺术墙《诸光开物》，以万花筒、四叶草等传统元素进行创作。

### 站台
2号线站台位于地下二层，设有一座岛式站台，北侧站台供2号线终到列车使用，南侧站台供2号线始发列车使用。在站台西侧设有双存车线，供列车进行折返。

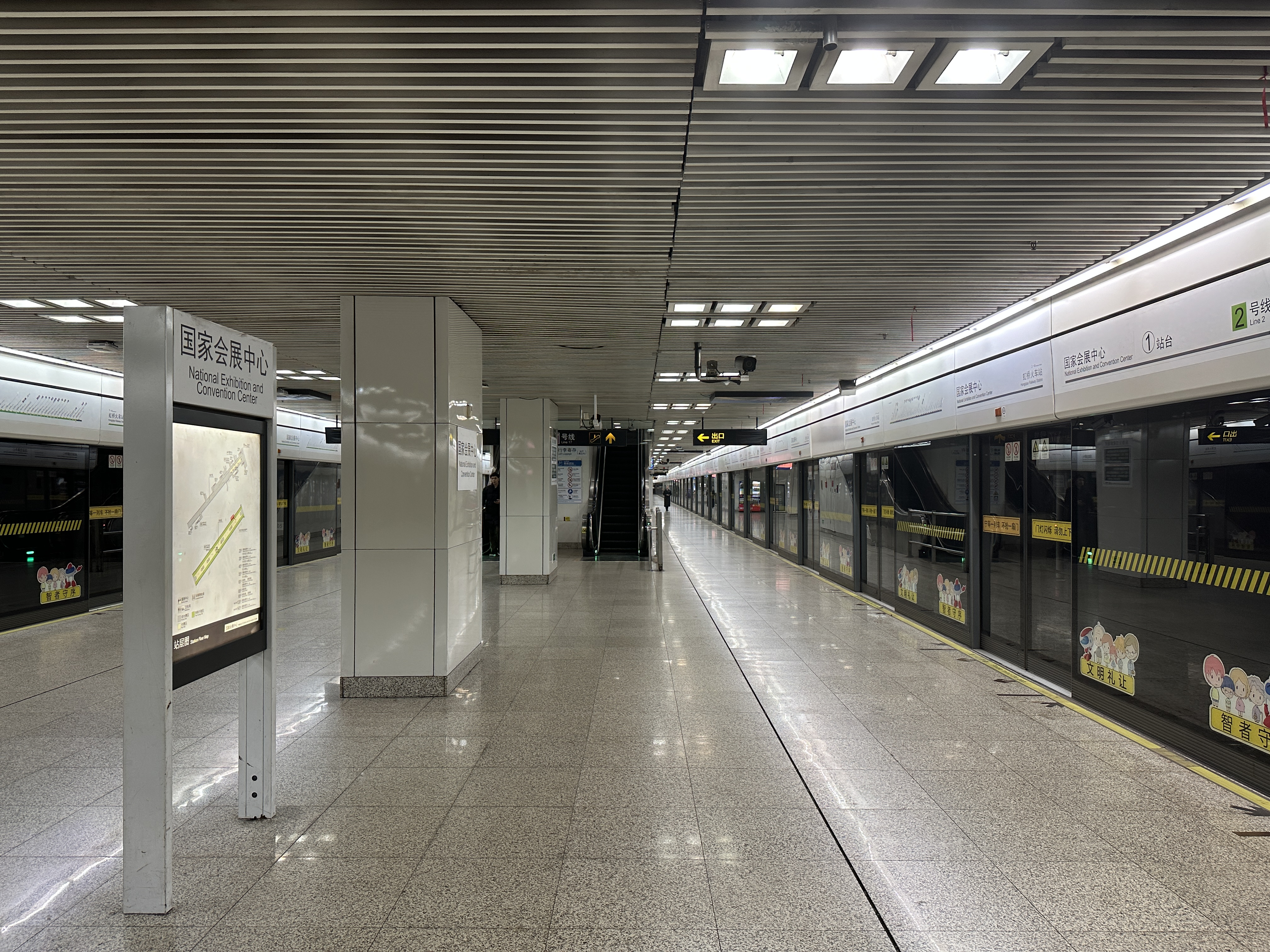
2号线站台

17号线站台位于地下二层，设有一座岛式站台。与17号线其他车站一样，本站设有无障碍通道和付费区厕所（位于站台东侧）。不过，站台的立柱设置在车站的屏蔽门之间而非站台中央，使得站台视野更为开阔。同时立柱内设置有橱窗，其中展示申窑艺术家的瓷艺作品。

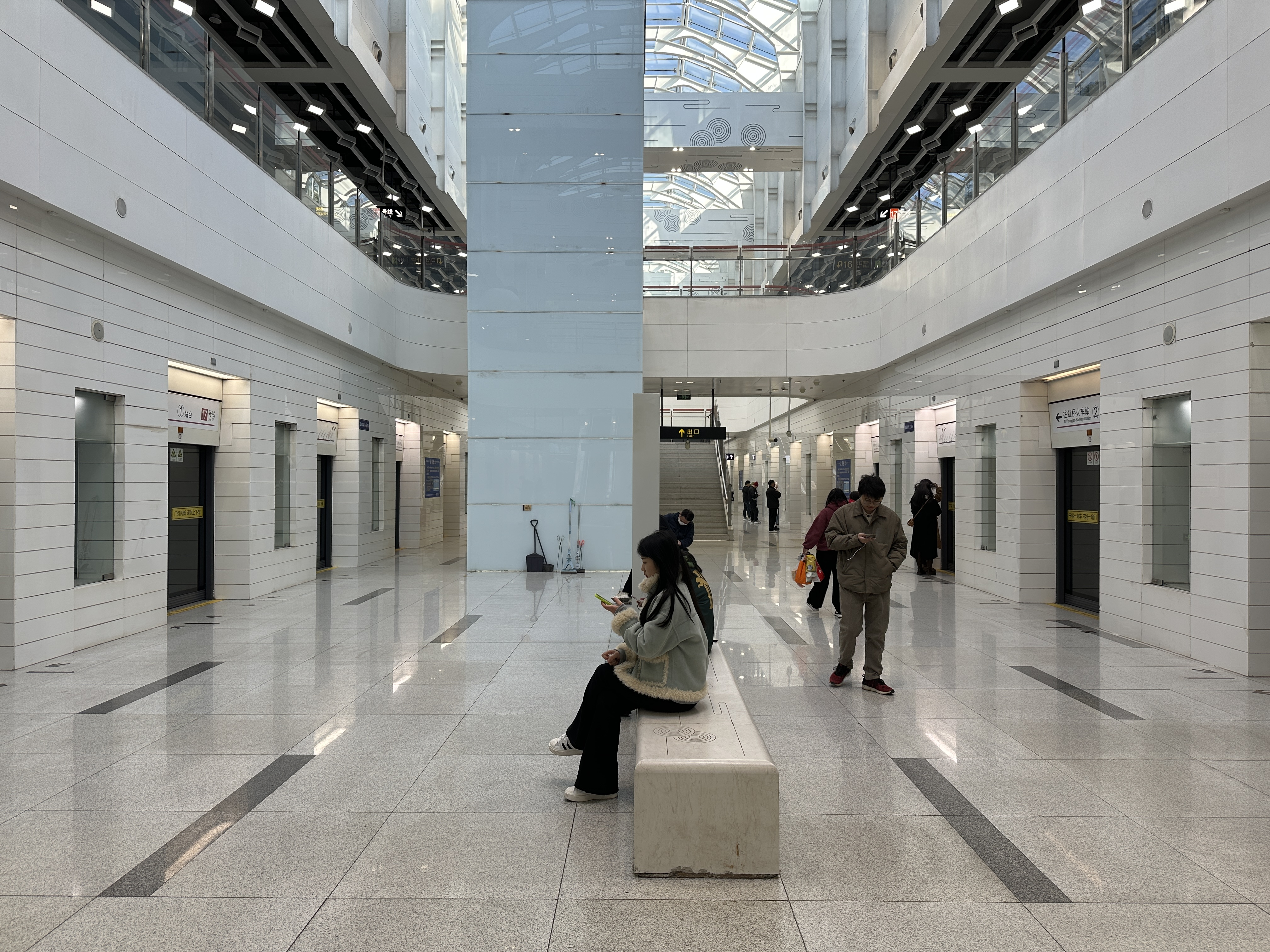
17号线站台
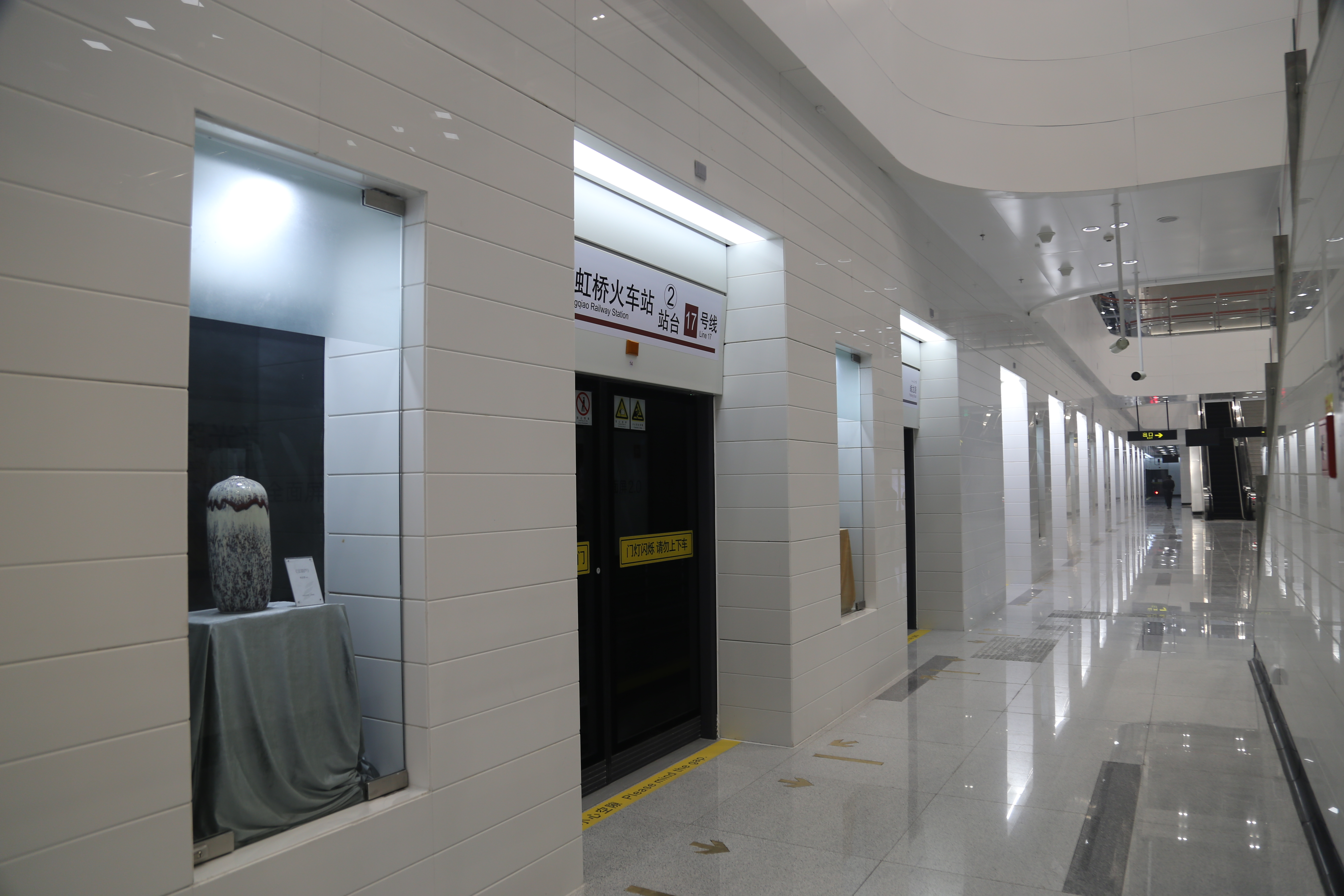
17号线站厅艺术墙《诸光开物》

### 车站出口
国家会展中心站共设有11个出入口，因目前经过本站的2条线路需出站换乘，各出入口均仅能进入单线车站，其中2-6、8-9、13-14号出入口（原徐泾东站）通往2号线，15-16号出入口（原诸光路站2-3号出入口）通往17号线。最初2号线车站曾有过1、2、14、15四个出口，在国展中心建设后被拆除并改建为目前的2、14号口（唯有原15号口的无障碍电梯得以保留，但现今并不开放使用）。目前13、14号出入口平日不启用，2、3号口位于国家会展中心内部，在举办大型展会时常因限流关闭，各出入口如下所示：
| 出口编号             | 出口指示                                                      | 照片           |
| 连通 2号线站厅       | 连通 2号线站厅                                                | 连通 2号线站厅 |
| -------------------- | ------------------------------------------------------------- | -------------- |
| 2 · 出口             | 国家会展中心（上海）展馆，商业广场，办公楼B、C座              |                |
| 3 · 出口             | 国家会展中心（上海）展馆，商业广场，办公楼B、C座              |                |
| 4 · 出口             | 国家会展中心（上海）展馆，办公楼A座                           |                |
| 5 · 出口             | 国家会展中心（上海）展馆，办公楼A座                           |                |
| 6 · 出口             | 诸光路，徐民东路，国家会展中心（上海）                        |                |
| 8 · 出口             | 徐民东路（暂时关闭）                                          |                |
| 9 · 出口 · （设有）  | 徐民东路，诸光路                                              |                |
| 13 · 出口            | 国家会展中心（上海）展馆，商业广场，办公楼B、C座 （暂未启用） |                |
| 14 · 出口            | 国家会展中心（上海）展馆，商业广场，办公楼B、C座（暂未启用）  |                |
| 连通 17号线站厅      |                                                               |                |
| 15 · 出口            | 诸光路                                                        |                |
| 16 · 出口 · （设有） | 蟠秀路                                                        |                |
| 图例： 设有          |                                                               |                |

## 历史

### 并站前·徐泾东站
- 2010年3月16日，2号线徐泾东站启用。
- 2019年11月，车站4、5号口自国展中心建设完成后恢复使用，其位于国家会展中心内部，为前往西登陆厅最便捷的出口[9]。
- 2020年1月23日至2月2日，因2号线徐泾东站-淞虹路站区段进行双向隧道整修施工，车站暂停服务[10]。
- 2022年4月1日，为配合2019冠状病毒病疫情防控，车站暂停服务，直至7月4日恢复[11]。
- 2023年1月22日至27日，因2号线徐泾东站-淞虹路站区段实施施工整治，车站暂停服务[12]。

### 并站前·诸光路站
- 2017年12月30日，17号线诸光路站启用。[13]

### 并站后
- 2024年9月21日，上海地铁官方宣布徐泾东站、诸光路站改名国家会展中心站。[14]
- 2025年5月12日，8号口因配合施工而暂时关闭[15] 。